# Elisabeth Clay
Elisabeth Clay Moreira (Texas, 10 de junho de 2000) é uma grappler e praticante de jiu-jitsu brasileiro norte-americana. Clay conquistou múltiplos títulos nos campeonatos mundiais e pans da IBJJF (Gi e No-Gi) durante suas faixas coloridas, além de vencer as seletivas da Costa Oeste do ADCC aos 16 anos, ainda como faixa-azul. Como faixa-preta, é tricampeã mundial No-gi, tetracampeã pan-americana No-gi, além de medalhista no Mundial, no Europeu e no Campeonato Brasileiro. Em março de 2024, Clay foi classificada como a nº 2 no ranking mundial feminino no-gi peso-por-peso do FloGrappling.

## Início da vida
Elisabeth Ann Clay Moreira nasceu em 10 de junho de 2000, em Texas, Estados Unidos. Quando ainda era criança, sua família mudou-se para Oklahoma e, posteriormente, para o Alasca. Proveniente de uma família de ginastas competitivas, Clay experimentou a ginástica antes de ingressar em uma academia local de MMA aos 12 anos, onde começou a praticar jiu-jitsu brasileiro.

## Início da carreira
Em 2016, após competir no Campeonato Mundial da IBJJF na divisão juvenil faixa-azul, conquistando ouro na categoria peso-pesado e prata na absoluto, Clay mudou-se para a Legacy Jiu Jitsu (afiliada da Ares) em Anchorage, Alasca. Clay treinou sob a orientação do treinador Jordan Kontra e começou a competir em grandes torneios. Aos 16 anos, ainda faixa-azul, ela surpreendeu ao vencer as seletivas da Costa Oeste do ADCC Submission Grappling em 2017. Clay começou a ser conhecida como "matadora de faixas-pretas" após derrotar adversárias faixas-marrons e faixas-pretas. Em 2018, ela venceu as categorias meio-pesado e absoluto no Campeonato Pan-Americano e, em seguida, tornou-se campeã mundial faixa-azul na categoria absoluto. Após isso, foi promovida a faixa-roxa.
Em meados de 2018, Clay mudou-se para Modesto, Califórnia, para treinar com Samir Chantre e Osvaldo Moizinho na sede da equipe Ares Jiu-Jitsu. Em fevereiro de 2019, ela ficou em terceiro lugar na 2ª seletiva norte-americana do ADCC. Em março de 2019, Clay conquistou bronze duplo na categoria faixa-roxa no Campeonato Pan-Americano de 2019. Em 2019, ela venceu o Campeonato Mundial de Jiu-Jitsu No-Gi na categoria faixa-marrom, finalizando todas as suas adversárias no processo. No Fight 2 Win 143, em junho de 2020, ela derrotou a campeã mundial No-gi peso-superpesado e absoluto faixa-preta  Kendall Reusing por decisão dividida. No Fight 2 Win 147, em julho de 2020, Clay finalizou a bicampeã mundial da IBJJF Luiza Monteiro com um  heel hook (chave de calcanhar).

## Carreira como faixa-preta

### 2020–2022
Em novembro de 2020, Clay recebeu sua faixa-preta de Moizinho e Chantre. Em janeiro de 2021, o FloGrappling a escolheu como a "Grappler Feminina do Ano de 2020". Em fevereiro, ela fez sua estreia com quimono como faixa-preta no Fight to Win 165, onde finalizou a número 2 do ranking peso-médio Maria Malyjasiak com uma chave de pé, conquistando o título peso-médio com quimono.
Em maio de 2021, no Subversiv 5, realizado em Miami, Clay venceu a superluta finalizando  Andressa Cintra com uma chave de joelho. Algumas semanas depois, Clay conquistou a prata no Campeonato Pan-Americano e, em seguida, ouro duplo no Pan-Americano No-gi de 2021, com 100% de finalizações nas categorias peso-médio e absoluto, finalizando Kendall Reusing na final do absoluto. Em outubro, Clay venceu seu primeiro título mundial como faixa-preta no  Mundial No-Gi de 2021, além de conquistar a prata na categoria absoluto.
Em abril de 2022, Clay participou das seletivas da Costa Oeste do ADCC, mas perdeu por pontos para Amy Campo na semifinal. Em setembro, ela foi convidada a competir no Campeonato Mundial de ADCC 2022, substituindo Carina Santi, mas perdeu por pontos para Amy Campo. No Pan-Americano  No-Gi de 2022, realizado em outubro, Clay venceu sua categoria de peso e o absoluto pelo segundo ano consecutivo, finalizando todas as seis adversárias.

### 2023
Clay competiu no Campeonato Europeu da IBJJF de 2023, conquistando uma medalha de bronze na categoria peso-médio. Em seguida, foi convidada a competir no grand prix feminino até 66 kg no Polaris 23, em 11 de março de 2023. Clay derrotou Joanna Dineva, Ffion Davies e Amy Campo em uma única noite para vencer o torneio.
Em 26 de março de 2023, Clay conquistou uma medalha de ouro na categoria peso-médio do Campeonato Pan-Americano de 2023. Em seguida, competiu no Campeonato Brasileiro de Jiu-Jitsu em 7 de maio de 2023, conquistando duas medalhas de bronze nas categorias peso-médio e absoluto. Clay também competiu no Campeonato Nacional Americano da IBJJF de 2023, conquistando uma medalha de prata na categoria peso-médio e uma de bronze na categoria absoluto em 7 de julho. Na edição sem quimono do mesmo evento, em 8 de julho, ela venceu uma medalha de ouro na categoria peso-médio e outra no absoluto.
Clay enfrentou Brianna Ste-Marie pelo título vago peso-pena do Who's Number One em 1º de outubro de 2023. Ela venceu a luta por decisão unânime.
Clay competiu contra Luiza Monteiro no UFC Fight Pass Invitational 5, em 10 de dezembro de 2023. Ela venceu a luta por finalização com um gancho de calcanhar.

### 2024–2025
Após uma pausa nas competições para ter um filho, Clay retornou no Campeonato Pan-Americano No-Gi da IBJJF de 2024. Ela venceu as categorias peso-pesado e absoluto do torneio em 3 de novembro de 2024.
Clay conquistou uma medalha de ouro na categoria peso-médio no Campeonato Mundial No-Gi da IBJJF de 2024.
Ela enfrentou Brianna Ste-Marie no UFC Fight Pass Invitational 10, em 6 de março de 2025. Clay perdeu a luta por finalização.
Clay defendeu seu título peso-pena do Who's Number One contra Helena Crevar no Who's Number One 27: Rodriguez vs Duarte, em 18 de abril de 2025. Ela perdeu a luta por finalização.

## Conquistas e realizações
Principais conquistas (nível faixa-preta):
- 4x Campeã do Pan-Americano Sem Quimono da IBJJF (2022 / 2021[d])
- 3x Campeã do Mundial Sem Quimono da IBJJF (2022[42][e] / 2021)
- 3x Campeã Nacional Americana da IBJJF (2022[43] / 2021[d])
- Campeã do Grand Prix até 66 kg do Polaris (2023)[44]
- Campeã Nacional Americana Sem Quimono da IBJJF (2022)
- Campeã do Dallas International Open da IBJJF (2021[42])
- Campeã do Torneio SUBVERSIV (2020[42])
- Campeã Peso-Pesado do F2W (2021)
- 2º lugar no Mundial da IBJJF (2021[43])
- 2º lugar no Mundial Sem Quimono da IBJJF (2021[e])
- 2º lugar no Pan-Americano da IBJJF (2021)
- 2º lugar no Nacional Brasileiro da CBJJ (2022)
- 2º lugar no Nacional Americano da IBJJF (2022[e])
- 2º lugar no Abu Dhabi Grand Slam Miami (2022[45])
- 3º lugar no Campeonato Europeu Aberto da IBJJF (2023[46])
- 3º lugar no Nacional Brasileiro da CBJJ (2023[d])

Principais conquistas (faixas coloridas):
- 4x Campeã do Mundial Sem Quimono da IBJJF (2018[d] faixa-roxa, 2019[d] faixa-marrom)
- 3x Campeã Mundial Juvenil da IBJJF (2016 / 2017)
- 3x Campeã do Pan-Americano Sem Quimono da IBJJF (2018[d] faixa-azul, 2019 faixa-roxa)
- 2x Campeã Mundial da IBJJF (2018[e] faixa-azul)
- 2x Campeã do Pan-Americano da IBJJF (2018[d] faixa-azul)
- 2x Campeã do Pan-Americano Juvenil da IBJJF (2016[d])
- Campeã do Pan-Americano Sem Quimono da IBJJF (2019[e] faixa-roxa)
- Campeã das Seletivas Americanas do ADCC (2017)
- 2º lugar no Mundial da IBJJF (2018 faixa-azul[e])
- 2º lugar no Mundial Juvenil da IBJJF (2016)
- 2º lugar no Pan-Americano Juvenil da IBJJF (2017[d])
- 3º lugar no Pan-Americano da IBJJF (2019[d] faixa-roxa)
- 3º lugar nas Seletivas Americanas do ADCC (2019)

## Linhagem de instrutores
Mitsuyo Maeda > Carlos Gracie Sr. > Helio Gracie > Carlos Gracie Jr. > Samir Chantre > Elisabeth Clay